# Попільна (притока Бритаю)
Попі́льна — мала річка в Україні, ліва притока Бритаю. Протікає у Лозівській міській громаді Лозівського району Харківської області. Впадає навпроти села Богомолівка. Басейн Сіверського Дінця. 
Довжина 19 км. Площа водозбірного басейну 390 км². Похил 3,6 м/км.
Бере початок поблизу села Роздолля. Тече переважно з північного заходу на південний схід територією Біляївської селищної та Лозівської міської громад Лозівського району Харківської області. До річки впадають два-три невеликих потічки. за 6 кілометрів від витоку споруджено Краснопавлівське водосховище на шляху каналу Дніпро — Донбас.

## Притоки
- Балка Солона — права притока у верхів'ї, протікає через село Шульське[2][3]

- Попільнушка — ліва притока. Бере початок на півночі від села Добробут, тече переважно на південь і впадає у Попільню південніше села Єлизаветівка. У деяких історичних джерелах таку назву має сама річка Попільна, ліва притока Бритаю[4][5]

- Балка Попільна — права притока. Бере початок на північному сході від села Оддихне, тече спочатку на північний захід, потім на північних схід, впадає до річки Попільна на сході від села Браїлівка.[6][5][2]

- Балка Попільна — ліва притока у Біляївській та Лозівській громадах. Бере початок у селі Петрівка, тече переважно на південний схід.[7][8][5]
  - Балка Кордонна — права притока Балки Попільної в Олексіївській сільській громаді, впадає на південному сході від села Петрівка [7][9].
  - Балка Крута (Крутий) - права притока Балки Попільної у Біляївській сільській громаді, протікає через село Крюкове[10].
  - Балка Заяча — ліва притока Балки Попільної в Олексіївській та Біляївській сільських громадах, впадає навпротисела Крюкове[8][11].
  - Балка Довга — ліва притока Балки Попільної в Олексіївській громаді, впадає на північному сході від села Крюкове[8][12].

- Балка Широка - права притока

- Балка Куца — права притока, впадає на північному заході від села Різдвянка. У XIX столітті у гирлі балки існувало село Князівка [5][13]

- Балка Тернова — ліва притока. Бере початок у селі Горохівка, тече переважно на південь, впадає у Попільну на північному заході від села Надеждівка[5][14]
  - Балка Водяна — ліва притока Тернової, протікає через село Миролюбівка[5][15]